# Закон Кемпбелла
Закон Кемпбелла — це "народна мудрість", феноменологічний закон, сформульований психологом і соціологом Дональдом Кемпбеллом, що стосується методології науки та освіти, наступним чином:
Чим більше будь-який кількісний соціальний показник використовується для прийняття соціальних рішень, тим більше він буде підданий корупційному тиску і тим більшою буде схильність до спотворення та корумпування соціальних процесів, для моніторингу яких він призначений.

## Застосування
Закон Кемпбелла пов'язаний з ефектом кобри, який іноді є ненавмисним негативним ефектом державної політики та інших втручань уряду в економіку, торгівлю та охорону здоров'я.

### В освіті
У 1976 році Кемпбелл писав: "Тести успішності цілком можуть бути цінними індикаторами загальних шкільних досягнень «за умов нормального викладання, спрямованого на загальну компетентність». Але коли результати тестів стають метою навчального процесу,  вони втрачають свою цінність як індикатори освітнього статусу та спотворюють навчальний процес у небажаний спосіб".
Соціологічний закон Кембелла вказує на негативні наслідки використання тестів з високими ставками в навчальних класах США Правило що стосується тестів з високими ставками аналізується в книзі "Measuring Up: What Educational Testing Really Tells Us"..

### В охороні здоров'я
Приклад нерозумого визначення критерію ефективності в сфері охороні здоров'я: деякі поліклініки взявши за критерій ефективності час очікування пацієнта на лінії під час дзвінка в поліклініку, стикнулись з тим, що в результаті персонал піднімав трубку і лише після цього починав шукати потрібного доктора - для пацієнта це не додало жодної зручності. 

### В економіці
В економіці дуже схожий закон сформульований під назвою закон Гудгарта: якщо уряду визначити якийсь економічний показник, що стане метою для проведення економічної політики, попередні емпіричні закономірності, які використовували цей показник, перестають діяти.  